# Cổ giải
Cổ giải (danh pháp khoa học: Millettia eberhardtii) là một loài thực vật có hoa trong họ Đậu. Loài này được Gagnep. miêu tả khoa học đầu tiên.